# 元在功
元在功，直隶天津府静海縣人，清朝政治人物，进士出身。
嘉慶十三年（1808年）戊辰科进士，授翰林院庶吉士，散館改刑部主事。